# Référendum liechtensteinois de 1991
Un double référendum a lieu au Liechtenstein le 22 septembre 1991. Le retour à la semaine de six jours pour les écoliers et une loi contre la pollution sonore sont rejetés par les électeurs.

## Premier référendum

### Contenu
Le référendum porte sur une loi scolaire définissant la période hebdomadaire d'étude à six jours consécutifs.

### Contexte
Le 7 juin 1991 le gouvernement introduit une nouvelle réglementation dans les écoles introduisant la semaine à cinq jours. N'étant pas d'ordre législatif, le recours à un référendum alternatif n'est pas possible à l'encontre de cette décision. Une initiative populaire est mise en place pour proposer le retour à la semaine de six jours.
L'initiative ayant réunie les signatures de plus de 1 000 inscrits, elle est présentée au Landtag le 14 juin 1991 dans le cadre de l'article 64-2 de la constitution. Le parlement la rejette, entraînant sa mise à la votation.

### Résultats
| Choix                           | Votes  | %     |
| ------------------------------- | ------ | ----- |
| Pour                            | 3 226  | 34,71 |
| Contre                          | 6 068  | 65,29 |
| Votes blancs et invalides       | 254    | –     |
| Total                           | 9 548  | 100   |
| Inscrits/Participation          | 13 816 | 69,10 |
| Source: Démocratie Directe (de) |        |       |

## Second référendum

### Contenu
Le référendum porte sur la mise en place d'une législation contre la pollution sonore.

### Contexte
Il s'agit d'une initiative populaire soutenue par un comité de rassemblement de signature.
Le seuil de 1 000 inscrits ayant été atteint, l'initiative est envoyé devant le Landtag dans le cadre de l'article 64.2 de la constitution. Le parlement la rejette, entraînant sa mise en votation.

### Résultats
| Choix                           | Votes  | %     |
| ------------------------------- | ------ | ----- |
| Pour                            | 1 903  | 20,34 |
| Contre                          | 7 455  | 79,66 |
| Votes blancs et invalides       | 191    | –     |
| Total                           | 9 549  | 100   |
| Inscrits/Participation          | 13 816 | 69,12 |
| Source: Démocratie Directe (de) |        |       |